# Lézat-sur-Lèze

Lézat-sur-Lèze este o comună în departamentul Ariège din sudul Franței. În 1 ianuarie 2022 avea o populație de 2.341 de locuitori.